# Folke Rösiö
Folke Rösiö, född 23 juli 1908 i Ljungarums socken, idag Jönköpings kommun, död 31 december 1984 i Borås Caroli församling, var en svensk fältornitolog och författare. 
Folke Rösiö var son till Per Rösiö och växte upp på faderns gård Hagaberg och lantbruksskola Nordiska Landtbruksskolan. Han tillhörde de tidiga fältornitologerna i Sverige och utgav ett 15-tal skrifter om natur och fågelliv.  Med sin bok Svenska fåglar från 1946 bidrog han till att popularisera fågelskådandet och öka kunskapen om fåglarnas levnadsförhållanden och plats i det ekologiska systemet. Boken utkom i 11 upplagor och trycktes i cirka 160 000 exemplar.
Han var anställd i en bokhandel i Borås. Han är gravsatt jämte sin hustru på Sankt Sigfrids griftegård iâ Borås.